# Titulcia eximia
Titulcia eximia är en fjärilsart som beskrevs av Walker 1864. Titulcia eximia ingår i släktet Titulcia och familjen trågspinnare. Inga underarter finns listade i Catalogue of Life.

## Bildgalleri

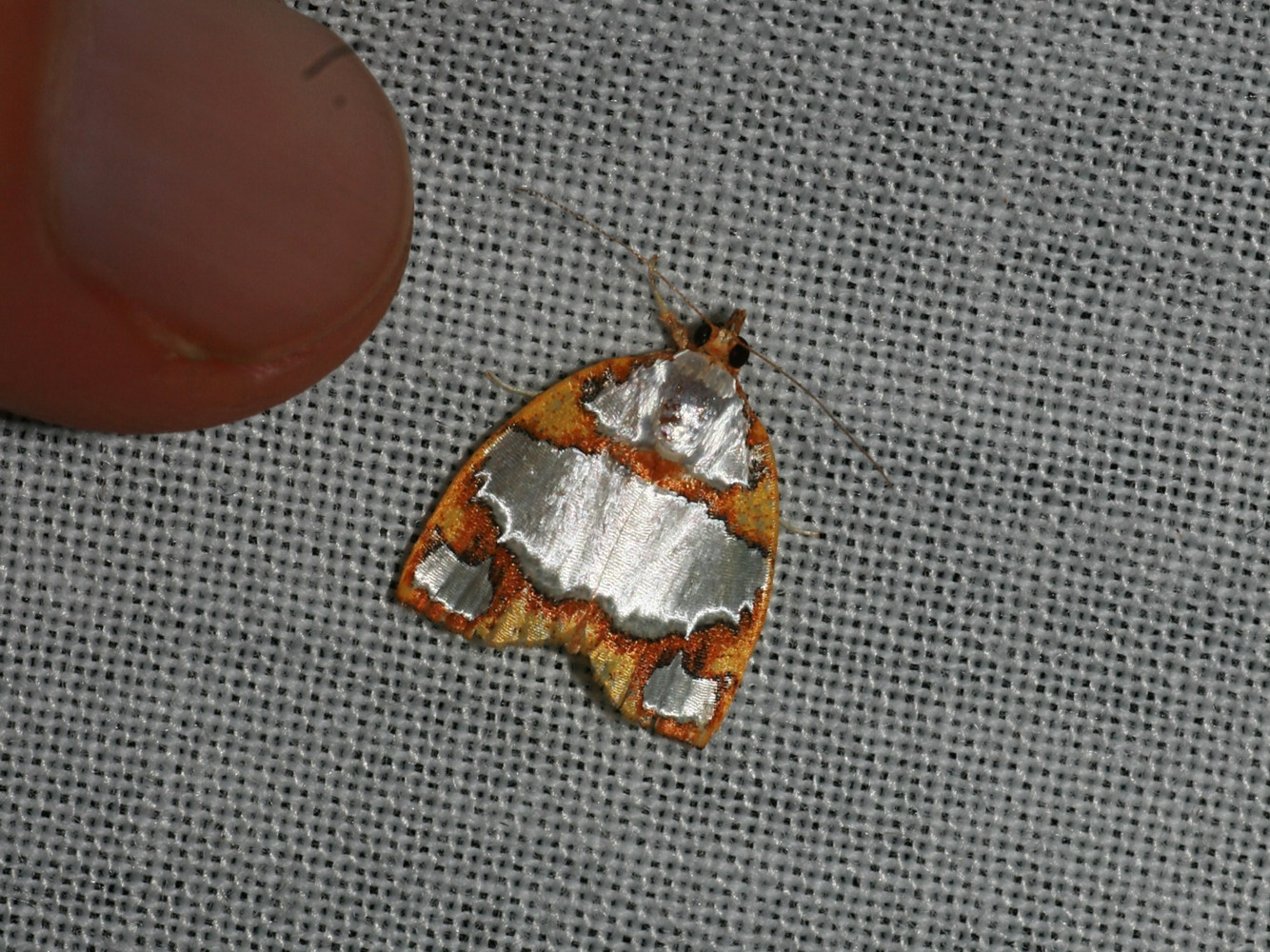
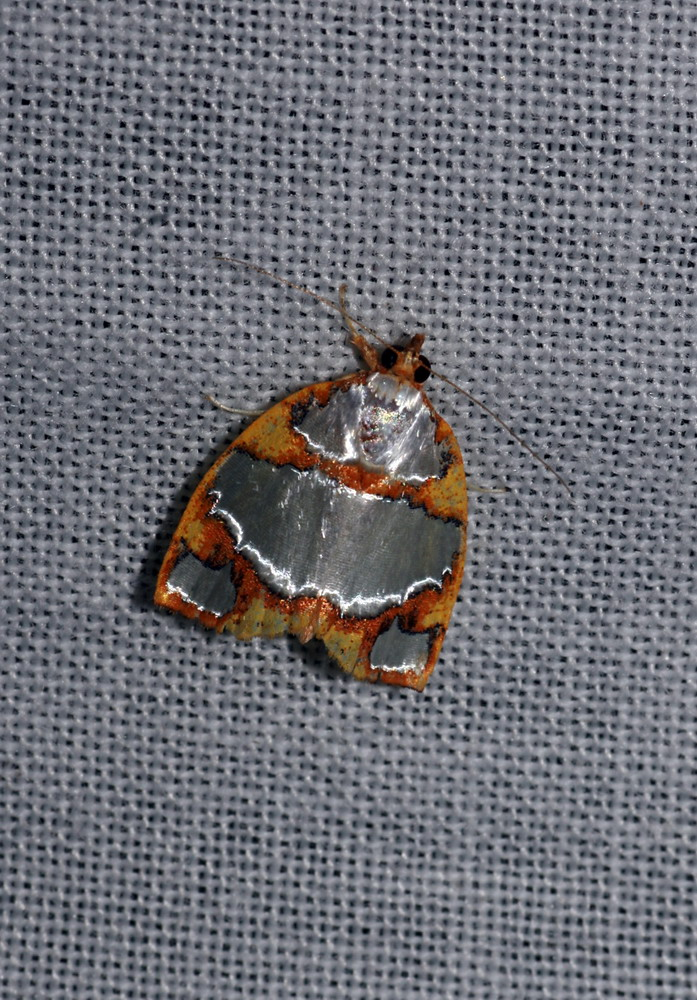